# Caubon-Saint-Sauveur
Caubon-Saint-Sauveur ist eine Gemeinde im Südwesten Frankreichs und liegt im Département Lot-et-Garonne in der Region Nouvelle-Aquitaine (bis 2016: Aquitanien).
Die Bewohner werden Caubonnais genannt.

## Geographie
Caubon-Saint-Sauveur liegt zwischen Marmande und Duras und wird von den Orten Frison, Griffon, Mathias sowie Saint-Sauveur aufgebaut.
Umgeben wird Caubon-Saint-Sauveur von den folgenden Nachbargemeinden:
| Saint-Géraud        | Lévignac-de-Guyenne                         | Monteton (nur an einem Punkt) |
| Castelnau-sur-Gupie | Kompassrose, die auf Nachbargemeinden zeigt | Saint-Avit                    |
|                     | Mauvezin-sur-Gupie                          |                               |

## Toponymie
Der Name Caubon kommt vom lateinischen Wort calvus, was so viel wie kahl bedeutet. Der Name könnte auch von einem gallorömischen Namen stammen.
Der Name Saint-Sauveur bezieht sich auf die Verklärung von Jesus Christus.
Auf Gaskognisch lautet der Gemeindename Caubon e Sent Sauvador.

## Geschichte
1824 wurde die Gemeinde durch die Fusion der Orte Caubon und Saint-Sauveur gebildet.

## Demographie
Die Bevölkerungsentwicklung in Caubon-Saint-Sauveur wird seit 1793 dokumentiert, ab 1821 als eine Gemeinde. Mit Ausnahme von 2006 wurden jährlich Statistiken durch das Insee veröffentlicht.
2015 zählte die Gemeinde 248 Einwohner, was ein Anstieg von 5,98 % gegenüber 2010 bedeutet.
| Jahr      | 1793 | 1846 | 1876 | 1901 | 1946 | 1975 | 1999 | 2006 | 2013 | 2018 |
| --------- | ---- | ---- | ---- | ---- | ---- | ---- | ---- | ---- | ---- | ---- |
| Einwohner | 518  | 561  | 440  | 369  | 272  | 237  | 241  | 235  | 243  | 258  |

## Sehenswürdigkeiten
Caubon-Saint-Sauveur besitzt zwei Kirchen, welche beide eher schlicht sind:
- Eine in Bourg, der heiligen Katharina von Alexandrien geweiht, im 12. Jahrhundert erbaut, ein Gemisch von romanischer und gotischer Architektur
- Eine andere im Osten der Gemeinde, den Ortsnamen Saint-Sauveur tragend, im 14. Jahrhundert im romanischen Baustil erbaut

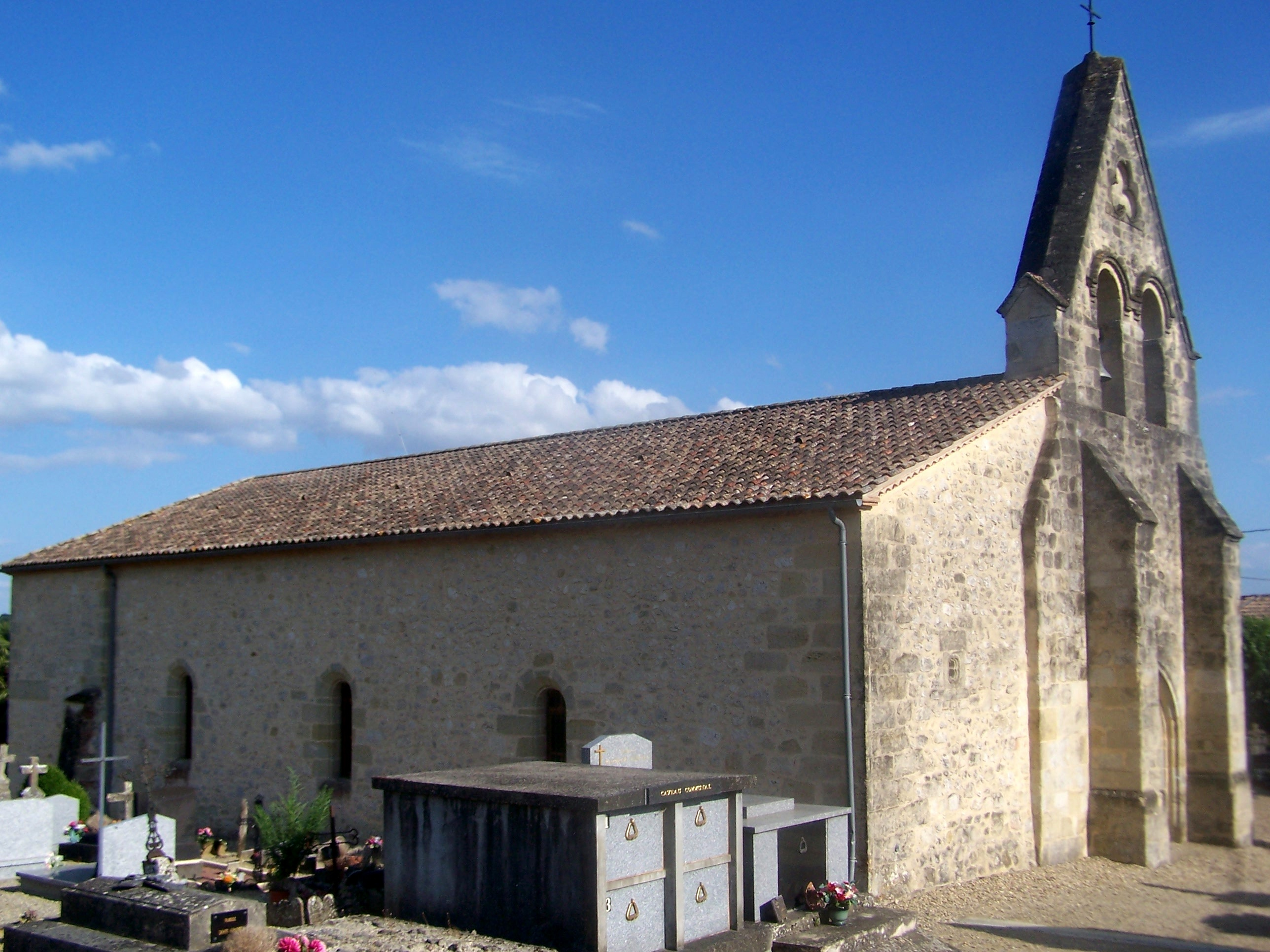
Kirche Sainte-Catherine, Nordseite
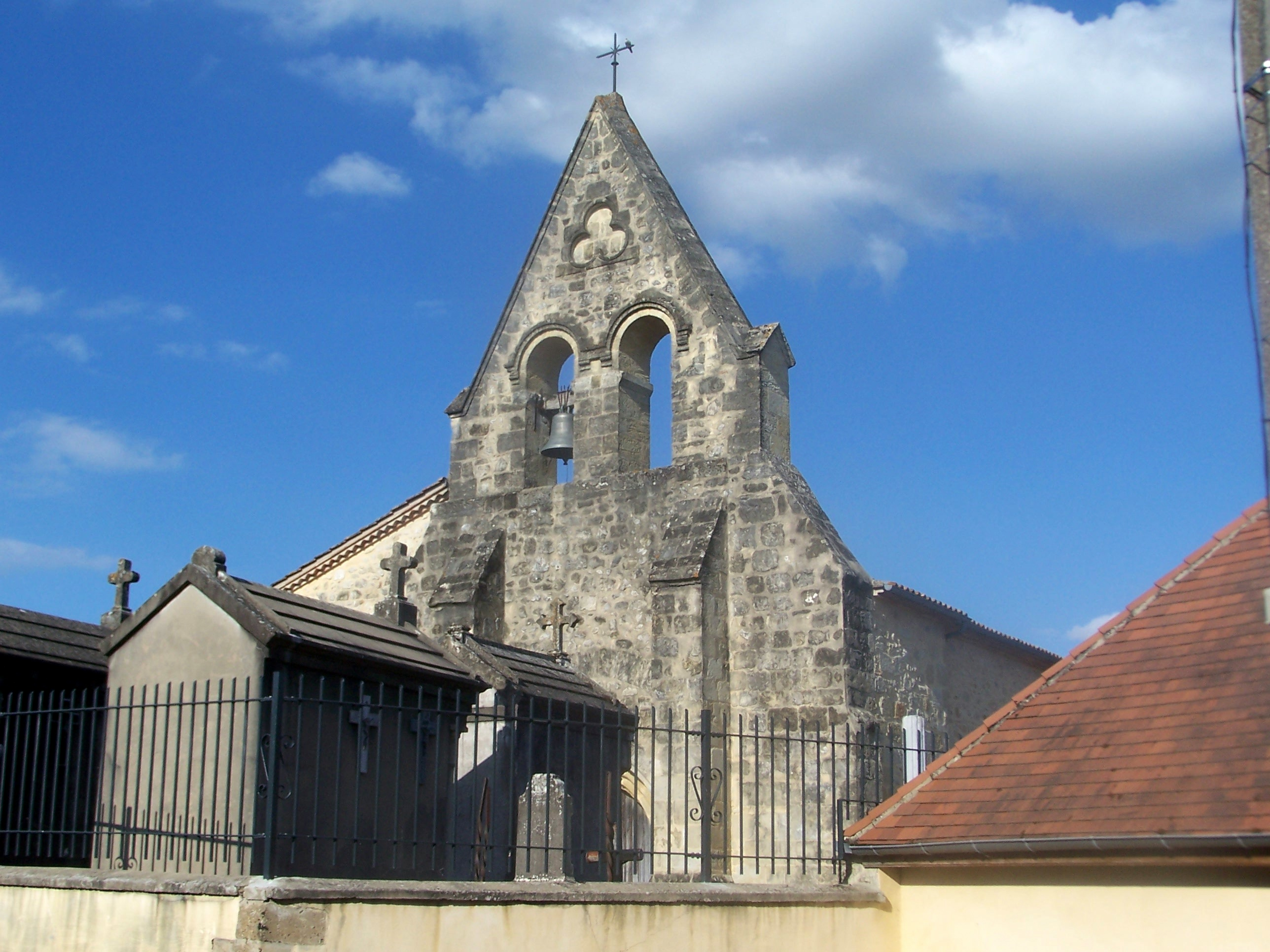
Kirche Sainte-Catherine, Westseite
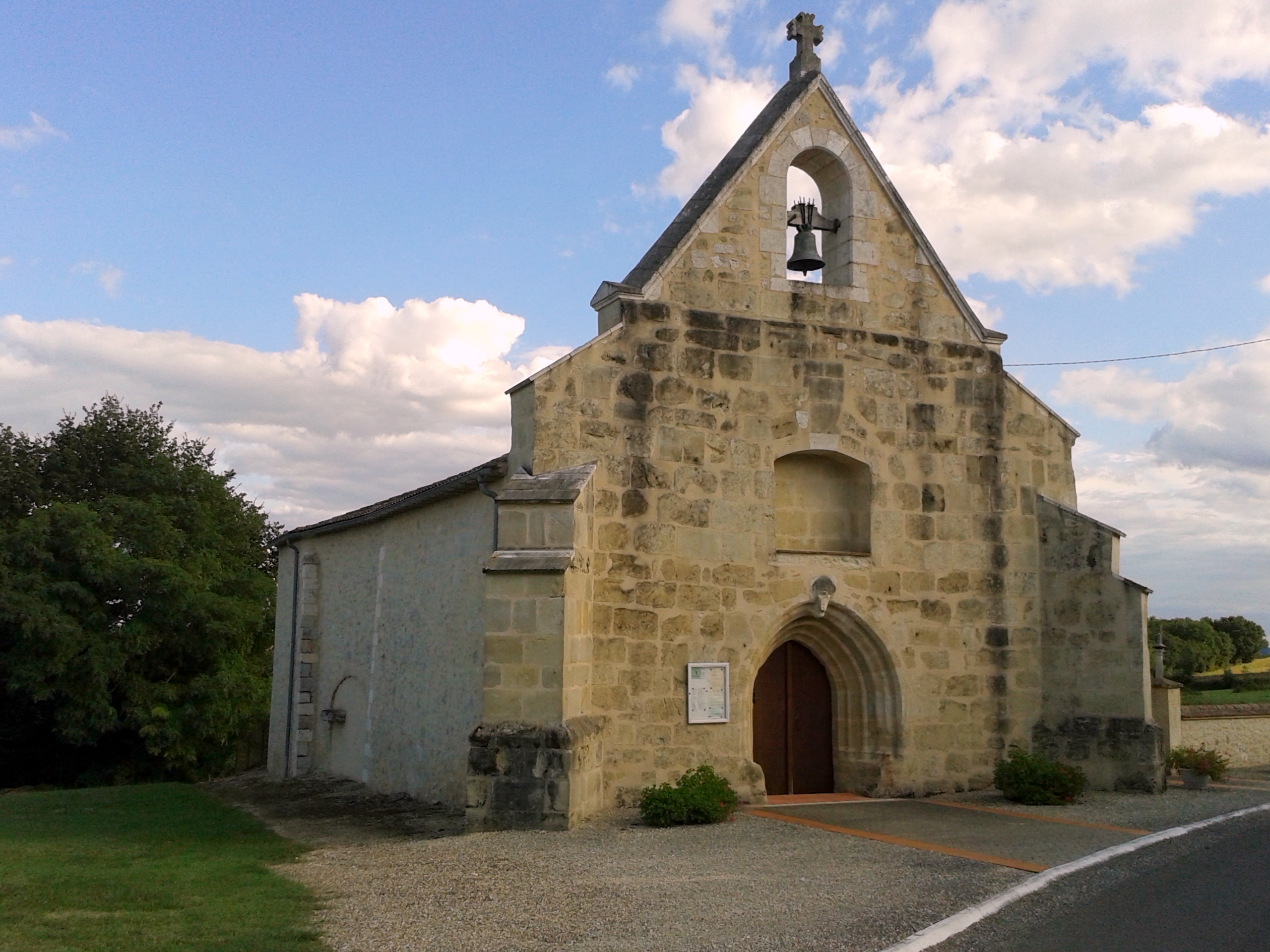
Kirche Saint-Sauveur
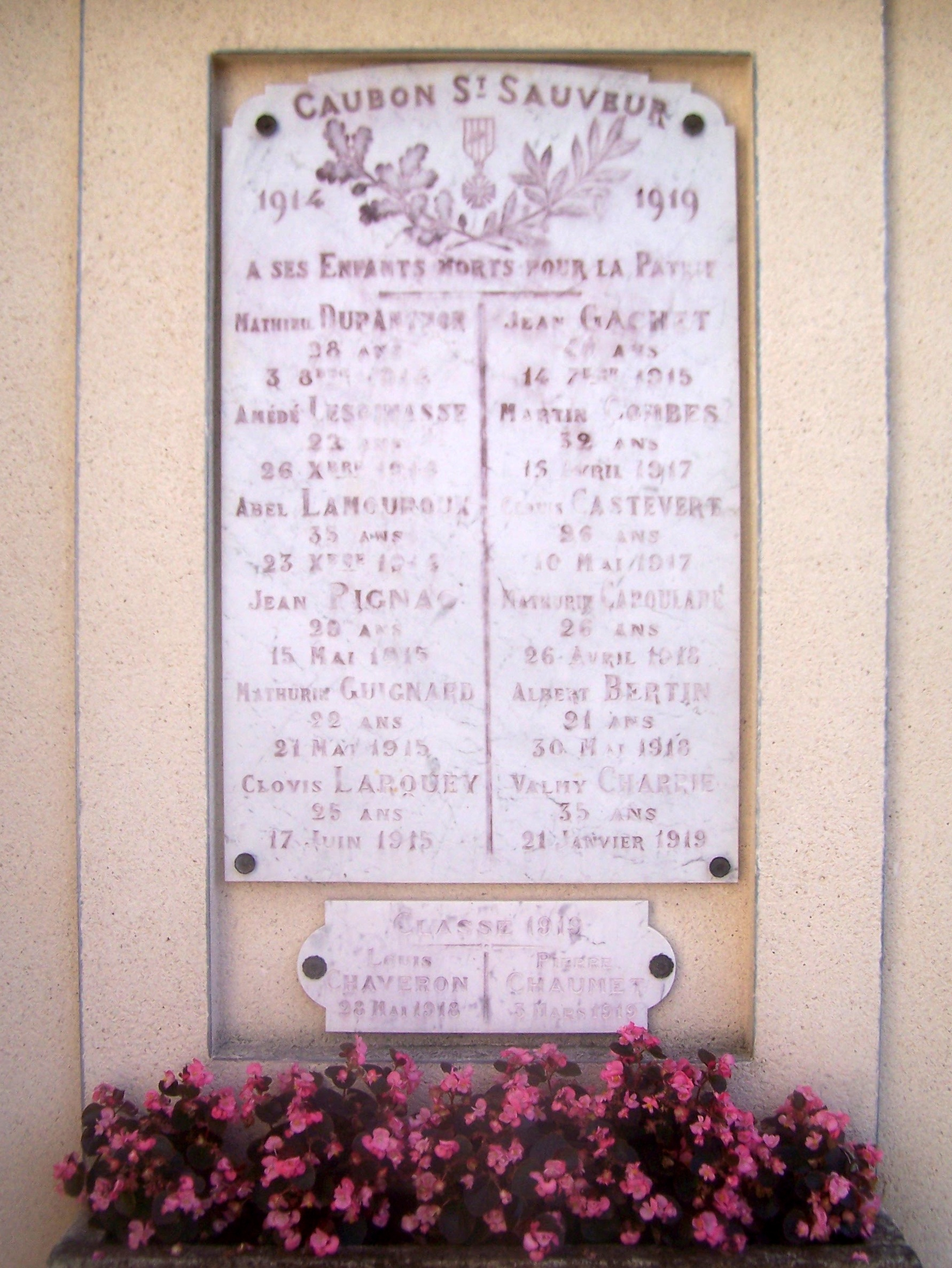
Kriegerdenkmal